# نادي تساليه
نادي تساليه لكرة القدم (Nogometni Klub Celje) هو نادي كرة قدم سلوفيني، تأسس سنة 1919.